# 品川区立城南中学校
品川区立城南中学校（しながわくりつ じょうなんちゅうがっこう）は、東京都品川区北品川三丁目にあった公立中学校。

## 概要
開校当時の周辺は、品川区役所や官公庁が集まる品川区の中心部であった。校庭敷地は沢庵和尚が暮らした萬松山東海寺の池を埋め立てた場所。現在は、権現山公園、品川神社、浅間神社等に囲まれた、緑豊かな環境にある。
2011年4月に、品川区立品川小学校と一体化し、施設一体型小中一貫校である「品川区立小中一貫校品川学園」と称した。
2016年4月に、学校教育法改正に伴い、品川区立品川小学校とともに正式に廃止され、義務教育学校・品川区立品川学園が設置された。

## 沿革
- 1948年4月12日 - 品川区立城南小学校内にて開校。

11月 - 現在地に校舎落成。
- 2011年4月 - 品川区立品川小学校と一体化し、「品川区立小中一貫校品川学園」と称する。
- 2016年4月1日 - 正式に廃校となり、義務教育学校・品川区立品川学園が設置される。

## 教育目標
- 自ら考え判断する力を育てる
- 豊かな情操を育てる
- たくましい実践力を育てる

## 教育活動
アメリカ合衆国メイン州ポートランド市のライマン・モア校と姉妹提携を行い、ホームスティや手紙の交換等交流を深めている。また、品川ろう学校との部活交流を定期的に行っている。
東京都教育委員会より人権尊重教育推進校の研究指定を受け、人権尊重の教育に取り組んでいる。

## バラの碑
1966年9月22日、修学旅行中に京都府山城町を移動中の生徒を乗せたバスと、大型ダンプカーが衝突する交通事故があり3名の生徒が亡くなった。33回忌慰霊式の後、供養と偲ぶ会にて遺族や同窓生、当時の教師から「記念になるものを寄贈したい。」と提案があり、石碑が寄贈された。石碑近くは以前、美しいバラのアーチが事故を想い寄贈されていたが、バラのアーチを復活させたい想いと併せバラの碑と命名された。
また、事故現場付近には、地元の人々の好意により建てられた交通安全碑と地蔵がある。
事故当時の新聞記事や写真、記録等の詳細は、旧公式サイトで記録されていた。

## 交通
- 京急本線新馬場駅北口　徒歩5分